# Carl Abrahamsson
Carl Abrahamsson   (Södertälje, 1 de maig de 1896 - Södertälje, 25 de desembre de 1948) va ser un atleta, jugador de bandy i d'hoquei sobre gel suec, que va competir durant el primer terç del segle xx. Era germà del també jugador d'hoquei Erik Abrahamsson.
Abrahamsson començà practicant l'atletisme i guanyà 28 campionats regionals en diverses modalitats durant la dècada de 1910. Com a jugador de bandy va ser subcampió del campionat suec amb l'AIK el 1915 i el 1917. Com a jugador d'hoquei sobre gel va guanyar el títols suecs de 1925 i 1931 amb el Södertälje. El 1928 va prendre part en els Jocs Olímpics de Sankt Moritz, on guanyà la medalla de plata en la competició d'hoquei sobre gel. Aquesta mateixa competició serví de decidir el campió d'Europa d'aquell any. El 1932 formà part de l'equip que guanyà el Campionat d'Europa d'hoquei sobre gel.
Un cop finalitzà la seva carrera com a jugador passà a exercir tasques d'entrenador i directives a la Federació Sueca.